# Gabriel Byrne
Gabriel James Byrne (n. 12 mai 1950, Dublin, Irlanda) este un actor irlandez, regizor de film, producător de film, scenarist, ambasador cultural, narator de cărți audio și autor. Cariera sa de actor a început la Focus Theatre înainte de a se alătura teatrului Royal Court din Londra în 1979. Debutul lui Byrne a avut loc în serialul irlandez The Riordans (1965) și în serialul spin-off Bracken (1980).

## Filmografie

### Film
| An   | Titlu                                           | Rol                                   | Note |
| ---- | ----------------------------------------------- | ------------------------------------- | --- |
| 1978 | On a Paving Stone Mounted                       | Necunoscut                            | |
| 1981 | Love Is ...                                     | Larry                                 | |
| 1981 | Excalibur                                       | Uther Pendragon                       | |
| 1983 | Hanna K.                                        | Joshua Herzog                         | |
| 1983 | Fortăreața                                      | Sturmbannfuhrer Erich Kaempffer       | |
| 1984 | Reflections                                     | William Masters                       | |
| 1985 | Defence of the Realm                            | Nick Mullen                           | |
| 1986 | Gothic                                          | Lord Byron                            | |
| 1987 | Lionheart                                       | The Black Prince                      | |
| 1987 | Hello Again                                     | Dr. Kevin Scanlon                     | |
| 1987 | Julia and Julia                                 | Paolo Vinci                           | |
| 1987 | Siesta                                          | Augustine                             | |
| 1988 | The Courier                                     | Val                                   | |
| 1989 | A Soldier's Tale                                | Saul                                  | |
| 1989 | Diamond Skulls                                  | Lord Hugo Bruckton                    | |
| 1990 | Miller's Crossing                               | Tom Reagan                            | |
| 1990 | Shipwrecked                                     | Lieutenant John Merrick               | |
| 1992 | Into the West                                   | Papa Reilly                           | De asemenea, producător asociat |
| 1992 | Cool World                                      | Jack Deebs                            | |
| 1993 | Point of No Return (also known as The Assassin) | Bob                                   | |
| 1993 | A Dangerous Woman                               | Colin Mackey                          | |
| 1993 | În numele tatălui                               | Necunoscut                            | Producător executiv |
| 1994 | Tatăl meu                                       | John Newland                          | |
| 1994 | Trial by Jury                                   | Daniel Graham                         | |
| 1994 | Fiicele doctorului March                        | Profesor Friedrich Bhaer              | |
| 1994 | Prințul Iutlandei                               | Fenge                                 | |
| 1995 | The Usual Suspects                              | Dean Keaton / Keyser Söze (flashback) | National Board of Review Award for Best Cast                                                                                             |
| 1995 | Dead Man                                        | Charlie Dickinson                     | |
| 1995 | Frankie Starlight                               | Jack Kelly                            | |
| 1996 | Mad Dog Time                                    | Ben London                            | |
| 1996 | The Last of the High Kings                      | Jack Griffin                          | De asemenea, scriitor și Producător executiv                                                                                             |
| 1996 | Somebody Is Waiting                             | Roger Ellis                           | De asemenea Producător executiv |
| 1996 | Dr. Hagard's Disease                            | Necunoscut                            | Nelansat; De asemenea Producător executiv                                                                                                |
| 1997 | Smilla's Sense of Snow                          | The Mechanic                          | |
| 1997 | The End of Violence                             | Ray Bering                            | |
| 1997 | This Is the Sea                                 | Rohan                                 | |
| 1998 | Polish Wedding                                  | Bolek                                 | |
| 1998 | The Man in the Iron Mask                        | D'Artagnan                            | |
| 1998 | The Brylcreem Boys                              | Sean O'Brien                          | De asemenea, coproducător |
| 1998 | Quest for Camelot                               | Sir Lionel                            | Voce |
| 1998 | Enemy of the State                              | NSA Agent Fake Brill                  | |
| 1999 | Stigmata                                        | Father Andrew Kiernan                 | Nominalizare—Blockbuster Entertainment Award for Favorite Supporting Actor – Horror Nominalizare—Razzie Award for Worst Supporting Actor |
| 1999 | End of Days                                     | The Man / Satan                       | Nominalizare—Razzie Award for Worst Supporting Actor                                                                                     |
| 2000 | Canone inverso                                  | The Violinist ('Jeno Varga')          | |
| 2000 | Mad About Mambo                                 | Necunoscut                            | De asemenea, Producător executiv |
| 2002 | Virginia's Run                                  | Ford Lofton                           | |
| 2002 | Spider                                          | Bill Cleg                             | |
| 2002 | Emmett's Mark                                   | Jack Marlow / Stephen Bracken         | |
| 2002 | Horses: The Story of Equus                      | Narrator (voce)                       | |
| 2002 | Ghost Ship                                      | Captain Sean Murphy                   | |
| 2003 | Shade                                           | Charlie Miller                        | |
| 2003 | Flight from Death                               | Narator (voce)                        | |
| 2004 | Bâlciul deșertăciunilor                         | The Marquess of Steyne                | |
| 2004 | P.S.                                            | Peter Harrington                      | |
| 2004 | Podul din San Luis Rey                          | Brother Juniper                       | |
| 2005 | Asalt asupra secției 13                         | Captain Marcus Duvall                 | |
| 2005 | Wah-Wah                                         | Harry Compton                         | |
| 2006 | Played                                          | Eddie                                 | |
| 2006 | Jindabyne                                       | Stewart Kane                          | Nominalizare—Australian Film Institute Award for Best Actor in a Leading Role                                                            |
| 2007 | Emotional Arithmetic                            | Christopher Lewis                     | |
| 2008 | 2:22                                            | Detectiv Swain                        | Nemenționat |
| 2009 | Butte, America                                  | Narator                               | Voce Documentar |
| 2009 | Perrier's Bounty                                | The Reaper                            | Voce |
| 2009 | Leningrad                                       | Phillip Parker                        | |
| 2012 | Le Capital                                      | Dittmar Rigule                        | |
| 2012 | I, Anna                                         | Detectiv Bernie Reid                  | |
| 2013 | Just a Sigh (Le Temps de l'aventure)            | Doug                                  | |
| 2013 | All Things to All Men                           | Joseph Corsco                         | |
| 2014 | Academia vampirilor                             | Victor Dashkov                        | |
| 2015 | Cei 33                                          | Andre Sougarret                       | |
| 2015 | Înapoi acasă                                    | Gene Reed                             | |
| 2015 | Nobody Wants the Night                          | Bram Trevor                           | |
| 2016 | Carrie Pilby                                    | Mr. Daniel Pilby                      | |
| 2016 | No Pay, Nudity                                  | Lawrence Rose                         | |
| 2017 | Mad to Be Normal                                | Jim                                   | |
| 2017 | Lies We Tell                                    | Donald                                | |
| 2018 | In the Cloud                                    | Doc Wolff                             | |
| 2018 | An L.A. Minute                                  | Ted Gold                              | |
| 2018 | Hereditary                                      | Steve Graham                          | Și producător executiv |
| 2018 | Atlantic Salmon: Lost at Sea                    | Narator (voce)                        | |
| 2020 | Lost Girls                                      | Richard Dormer                        | |
| 2020 | Death of a Ladies' Man                          | Samuel O'Shea                         | |
| 2021 | Murder at Emigrant Gulch                        |                                       | |
| TBA  | Lamborghini                                     | Enzo Ferrari                          | Filmări |

### Televiziune
| An        | Titlu                              | Rol                          | Note |
| --------- | ---------------------------------- | ---------------------------- | --- |
| 1978–1979 | The Riordans                       | Pat Barry                    | Serial TV dramatic |
| 1980–1982 | Bracken                            | Pat Barry                    | Serial TV dramatic |
| 1981      | Strangers                          | Johnny Maguire               | Episodul: "The Flowers of Edinburgh" |
| 1981      | The Search for Alexander the Great | Ptolemy                      | 4 episoade |
| 1982      | Joyce in June                      | Keogh / Blazes Boylan        | Film TV |
| 1983      | Wagner                             | Karl Ritter                  | 3 episoade |
| 1985      | Christopher Columbus               | Christopher Columbus         | 4 episoade |
| 1985      | Mussolini: The Untold Story        | Vittorio Mussolini           | 6 episoade |
| 1993      | Intimate Portrait                  | Narrator (voice)             | Episodul: "Kim Cattrall" |
| 1994      | Screen Two                         | The Good Thief               | Episodul: "All Things Bright and Beautiful" |
| 1995      | Buffalo Girls                      | Teddy Blue                   | Film TV |
| 1995      | Saturday Night Live                | Himself / Various Characters | Episodul: "Gabriel Byrne/Alanis Morissette" |
| 1996      | Draíocht                           | Father                       | Film TV |
| 1997      | Glenroe                            | Pat Barry                    | Episodul: "Miley's New Bullock" |
| 1997      | Weapons of Mass Distraction        | Lionel Powers                | Film TV Nominalizare—Satellite Award for Best Actor – Miniseries or Film TV |
| 2000      | Madigan Men                        | Ben Madigan                  | 12 episoade; also co-Producător executiv |
| 2008–2010 | In Treatment                       | Dr. Paul Weston              | 106 episoade Golden Globe Award for Best Actor – Television Series Drama Nominalizare—Primetime Emmy Award for Outstanding Lead Actor in a Serial TV dramatic (2008–09) Nominalizare—Satellite Award for Best Actor – Television Series Drama (2008–09) |
| 2012      | Secret State                       | Tom Dawkins                  | 4 episoade |
| 2013      | Vikings                            | Earl Haraldson               | 6 episoade |
| 2014      | Quirke                             | Quirke                       | 3 episoade |
| 2016      | Marco Polo                         | Pope Gregory X               | Episodul: "Let God's Work Begin" |
| 2018      | Maniac                             | Porter Milgrim               | 5 episoade |
| 2019      | The War of the Worlds              | Bill Ward                    | Canal + series |
| 2020      | ZeroZeroZero                       | Edward Lynwood               | |